# Vikentios Damodos
Vikentios Damodos (griechisch Βικέντιος/Βιτσέντζο Δαμοδός, auch Vincentius Damodus und Vincenzo Damodo(n), Vincent Damodo; * 1700 Chavriata (heute zu Lixouri), Republik Venedig; † 1752 ebenda) war ein Jurist und Physiker, der als griechischer Philosoph der Aufklärung bekannt wurde.

## Biografie
Vikentios wuchs als Sohn des adeligen Frankiskos Damodon (Francesco Da Modon) und der Pfarrerstochter Filandria auf. Ab 1713 studierte er am Seminarium Flagianum in Venedig. Statt anschließend in ein katholisches Kloster zu gehen, promovierte er in Jura an der Universität Padua bis 1721. Anschließend ließ er sich dort als Rechtsanwalt nieder, zog jedoch 1723 zurück nach Chavriata und gründete dort eine Theologische und Philosophische Schule. Diese nahm nur sehr wenige Schüler auf und hatte strikte Zulassungsbeschränkungen. Bereits nach wenigen Jahren erwarb sie sich den Ruf, ein Zentrum der griechischen Aufklärung zu sein. Trotz seiner Sympathien für Descartes blieb er der aristotelischen Philosophie treu.
Wichtige Impulse besonders im Bereich der Ethik und der Physik gingen auf seine Schule zurück, wenngleich viele seiner eigenen Werke unveröffentlicht blieben. An der Pflege der griechischen Sprache war Damodos nicht interessiert und so war die Unterrichtssprache an seiner Schule ein einfaches Griechisch mit italienischem Vokabular.

## Werke
Insgesamt sind über 140 verschiedene Handschriften von Damodos bekannt. Er beschäftigte sich hauptsächlich mit dem Werk des Aristoteles und dem des Cartesius. Ungewöhnlich ist die in diesen verwendete Sprache, es handelt sich um ein mit vielen Italianismen angereichertes einfaches Griechisch, das offenbar den Zweck hatte, eine große Leserschaft zu erreichen.
- Epitomos Logiki kat’ Aristotelin (Επίτομος Λογική κατ’ Αριστοτέλην), Venedig 1759
- Techni Ritoriki (Τέχνη Ρητορική), Venedig 1759 („Die Kunstfertigkeit der Rhetorik“)
- Praxis kata syndomian is tas ritorikas erminias (Πράξις κατά συντομίαν εις τας ρητορικάς ερμηνείας), Pest 1815
- Syndamation tis Metafysikis (Συνταγμάτιον τῆς Μεταφυσικῆς, „Eine Zusammenstellung über die Metaphysik“)
- Synopsis tis Ithikis Filosofias (Σύνοψις της Ηθικής Φιλοσοφίας, „Synopsis der ethischen Philosophie“), unveröffentlicht bis 1940